# کوریئن
کوریئن (انگلیسی: Korian) شرکت مراقبت سلامت فرانسوی است، که در سال ۲۰۰۳ تأسیس شد.